# 세바스티안 에구렌
세바스티안 에구렌 레데스마(Sebastián Eguren Ledesma, 1981년 1월 8일 ~ )은 우루과이의 전 축구 선수이다.

## 수상

### 팀
AIK
- 스웨덴 컵 : 2010

### 국가대표
- 2010년 FIFA 월드컵 4위
- 2011년 코파 아메리카 우승